# Lac Duparquet
Lac Duparquet är en sjö i Kanada.   Den ligger i regionen Abitibi-Témiscamingue och provinsen Québec, i den sydöstra delen av landet, 400 km nordväst om huvudstaden Ottawa. Lac Duparquet ligger 263 meter över havet.
Runt Lac Duparquet är det mycket glesbefolkat, med 3 invånare per kvadratkilometer.